# Размещение
В комбинаторике размеще́нием (из n по k) называется упорядоченный набор из k различных элементов из некоторого множества различных n элементов.
Пример № 1: {\displaystyle \langle 1,3,2,5\rangle } — это 4-элементное размещение из 6-элементного множества {\displaystyle \{1,2,3,4,5,6\}}.
Пример № 2: некоторые размещения элементов множества {\displaystyle \{1,2,3,4,5,6\}} по 2:
{\displaystyle \langle 1,2\rangle } {\displaystyle \langle 1,3\rangle } {\displaystyle \langle 1,4\rangle } {\displaystyle \langle 1,5\rangle } …
{\displaystyle \langle 2,1\rangle } {\displaystyle \langle 2,3\rangle } {\displaystyle \langle 2,4\rangle } … {\displaystyle \langle 2,6\rangle }…
В отличие от сочетаний, размещения учитывают порядок следования предметов. Так, например, наборы {\displaystyle \langle 2,1,3\rangle } и {\displaystyle \langle 3,2,1\rangle } являются различными размещениями, хотя состоят из одних и тех же элементов {\displaystyle \{1,2,3\}} (то есть совпадают как сочетания).
Заполнить ряд - значит надо поместить на каком-нибудь месте этого ряда какой-либо объект из данного множества (причём каждый объект можно использовать всего лишь один раз). Ряд, заполненный объектами данного множества, называется размещением , т. е. мы разместили объекты на данных местах. 

## Число размещений
Число размещений из n по k, обозначаемое {\displaystyle A_{n}^{k}}, равно убывающему факториалу:
{\displaystyle A_{n}^{k}=n^{\underline {k}}=(n)_{k}=n(n-1)\cdot \ldots \cdot (n-k+1)={\frac {n!}{(n-k)!}}}.
Элементарным образом выражается через символ Похгаммера:
{\displaystyle A_{n}^{k}=(n-k+1)_{k}}.
Последнее выражение имеет естественную комбинаторную интерпретацию: каждое размещение из n по k однозначно соответствует некоторому сочетанию из n по k и некоторой перестановке элементов этого сочетания; число сочетаний из n по k равно биномиальному коэффициенту {\displaystyle {\tbinom {n}{k}}}, в то время как перестановок на k элементах ровно k! штук.

Все 60 вариаций без повторения трех из пяти чисел.

Все 125 вариантов с повторением трех из пяти чисел

При k = n число размещений равно числу перестановок порядка n:
{\displaystyle A_{n}^{n}=P_{n}=n!}.
Справедливо следующее утверждение:{\displaystyle A_{n}^{n-1}=A_{n}^{n}}. Доказывается тривиально:
{\displaystyle A_{n}^{n-1}={\frac {n!}{(n-(n-1))!}}={\frac {n!}{(n-n+1)!}}=n!=A_{n}^{n}}.

## Размещение с повторениями
Размещение с повторениями или выборка с возвращением — это размещение «предметов» в предположении, что каждый «предмет» может участвовать в размещении несколько раз.

### Число размещений с повторениями
По правилу умножения число размещений с повторениями из n по k, обозначаемое {\displaystyle {\bar {A}}_{n}^{k}}, равно:
{\displaystyle {\bar {A}}_{n}^{k}=n^{k}}.
Например, число вариантов 3-значного кода, в котором каждый знак является цифрой от 0 до 9 и может повторяться, равно:
{\displaystyle {\bar {A}}_{10}^{3}=10^{3}=1000}.
Ещё один пример: размещений с повторениями из 4 элементов a, b, c, d по 2 равно 42 = 16, эти размещения следующие:
aa, ab, ac, ad, ba, bb, bc, bd, ca, cb, cc, cd, da, db, dc, dd.